# ジョン・バテリル
ジョン・バテリル (John Ross Butterill / 1951年~) はカナダ・オンタリオ在住の写真家・ビデオグラファー。障害者・寝たきりの人々に、スマートフォンで美しい景色をライブストリームする国際的社会貢献　「Virtual Photo Walks」 の創始者。日本の「特定非営利活動法人バーチャルフォトウォーク」の代表理事である。

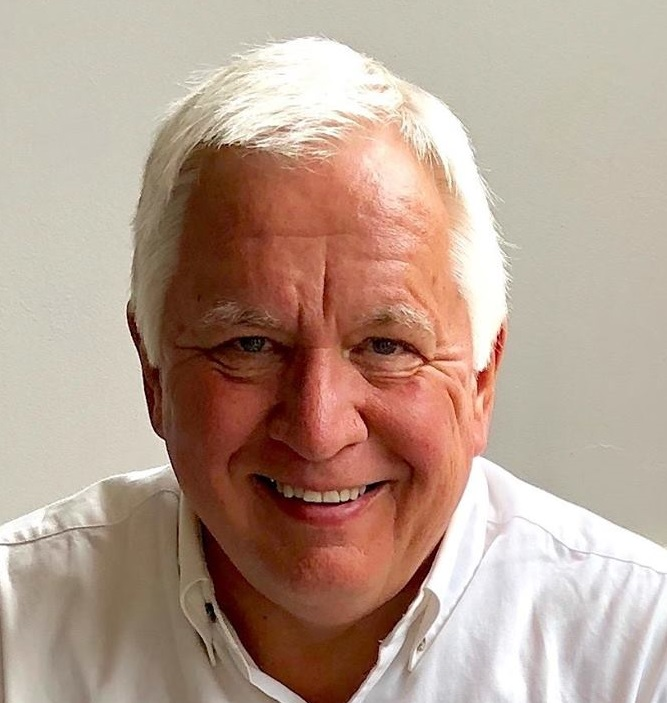
ジョン・バテリル（2018.7.15 スカゴッグにて）

## 生い立ち

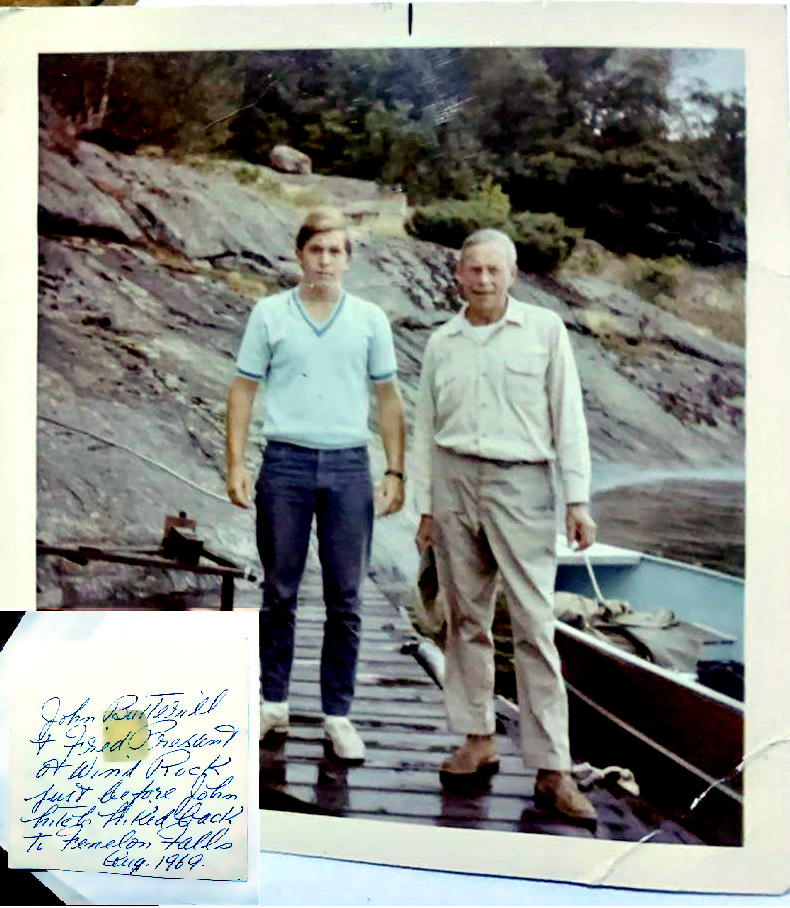
ジョンと叔父のフレッド（1969.8月、Wind Rockにて）

Johnの祖父母はもともとはスコットランドに住んでいたが、19世紀の終わりごろ、他の多くのイギリス人入植者とともにカナダに移り住んだ。Johnが誕生した1951年ごろ、Johnの父はケベックのアルバイダで金属加工技術者としてアルミ製造会社に勤めていた。Johnは二人兄弟の末っ子で、上には姉がいる。1960年に家族がオンタリオ・フェネロンフォールズに引っ越してからは、父は高校の数学の教師として働き、母は大学の講師だった。両親は第二次世界大戦中、ナチスに虐待されているユダヤ人の情報を聞き、志願してイギリス軍に加わり、オランダでとらわれていたユダヤ人を解放した。しかし、両親はJohnが16歳のときに離婚したため、そのころからアルバイトをして生活を支えた。母方の叔父に、元Master Feeds社のCEOで農林畜産分野で世界トップクラスであるゲルフ大学元副学長の Fred Presantがおり、世の中については学生時代にこの叔父から学んだと言っている。

## 少年期
1957年、Johnが6才のときに両親がバルサム湖そばに家を建てて移り住んだ。12才のときからカヌーを担ぎ、湖面におろして漕いでいた。

## 青年期
地元リンジー市にある Fenelon Falls Secondary School を卒業後、Conestoga College で Visual Communication を学び、首席で卒業した。

在籍した高校は父が数学の教員として教鞭をとっていたが生徒に不人気であった。そのため、Johnはいじめにあい、それがきっかけで柔術を習うようになった。夏休みにはカヌーで西海岸まで行き来する冒険を完遂し、これにより鍛えぬいた上半身と柔術の技により、いじめを撃退したという。このころ、両親の離婚があり、精神的に充実していたとは言えなかったが、トロント大学助教授でカヌー博物館創立者となったKirk Wipperとの出会いがあり、彼から多くのものを得た。Johnによれば、Kirkはどんな隠れた水路も把握していて、そこの現地インディアンとも大変仲が良かったという。そのKirkがカヌー博物館を設立する際にはJohnも尽力したため、今でもその氏名が館内に刻まれている（写真参照）。

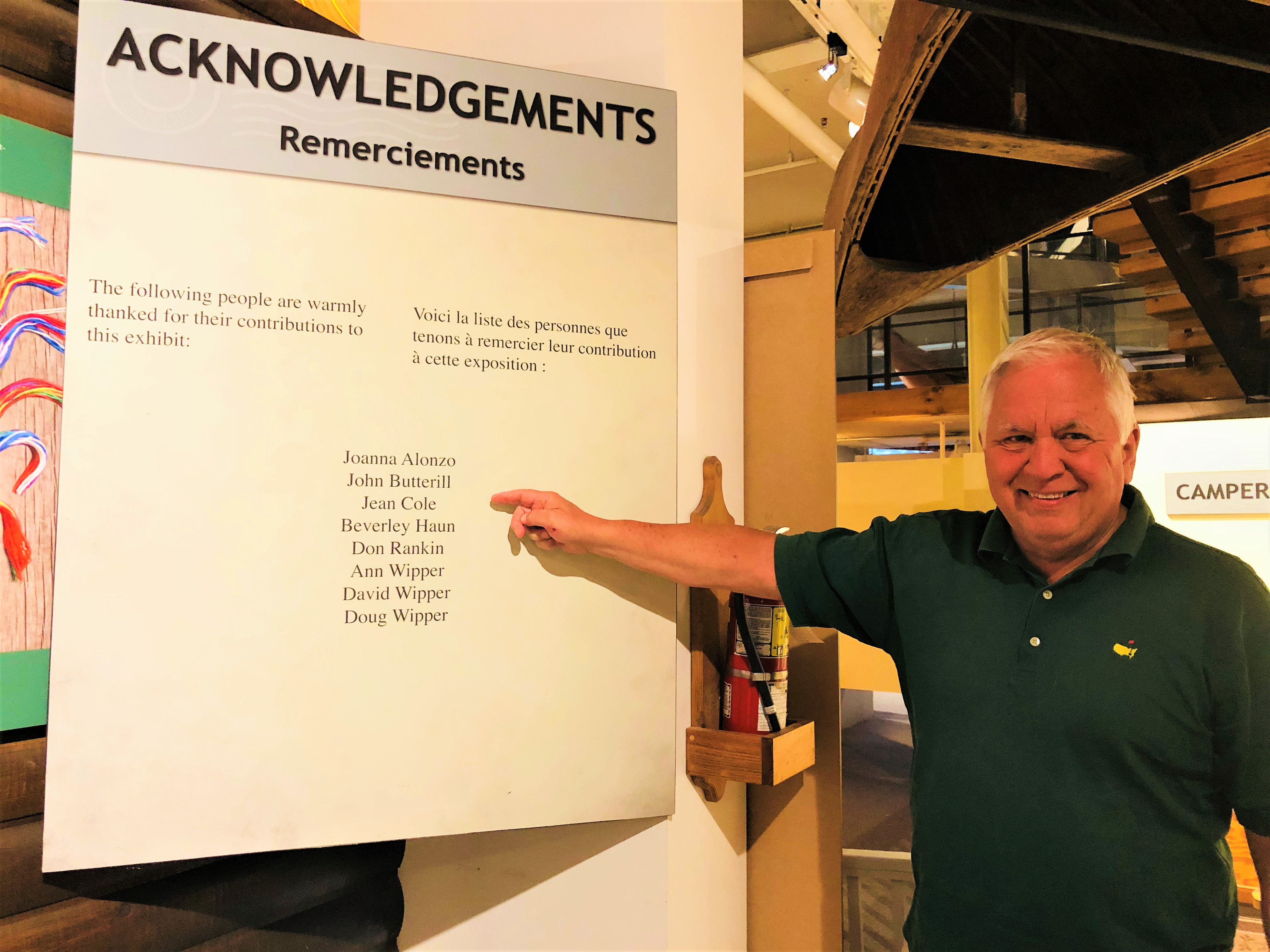
ピーターバラのカヌー博物館

また、カヌー博物館ホームページのドメインは未だにJohnが所有している。カヌー博物館にある貴重なカヌーの多くはKirk Wipperが私費で購入、収集したものだった。また、今でも運営されている青少年育成のためのカヌーキャンプ「ケンドラー」はKirkが創立したもので、Kirkの葬儀もここで行われた（しかし、しばらくたって訪問してみると、そこは多くの青少年でにぎわっていたが、Kirkの写真が掲げられてなかったため、Johnは自分が撮影した手持ちの写真を贈呈した）。
大学を卒業後はしばらくやりたいことが見つからず、祖父母の故郷のスコットランドやギリシアなどに旅行していた。ギリシャでの滞在は楽しく数年過ごしたが、あるとき「ここにいては自分がだめになる」と思い、カナダにもどり写真家として働くようになった。

## 写真家時代
居住地がカナダということもあって、写真家としてのキャリアは広大な自然を撮影することからスタートした。そして経歴を重ねるにつれ、世界のホテルをまわり、広告用の撮影をするようになった。
1978ー1995– 「John Butterill Communications」時代
1995 – 「360 Inview Inc.」時代　
当時としては画期的な、360度パノラマ撮影により商業用の写真を提供した。
受賞歴：1985年　祖父母の故郷、スコットランドの写真で「ニコン写真大賞　世界旅行カテゴリ」。

## Virtual Photo Walks の創立とメディアによる衆知
複数の参加者でビデオを共有できる Google+ に参加していた Johnは、ある日、自分がいつも楽しんでいるカヌーより湖面の景色をストリームしたらどうだろう、と思い着いた。カヌーに三脚を立てカメラを装着したあと、カメラのシュー部分（ストロボを取り付ける部分）にアタッチメントを取り付け、スマートフォンを装着して湖面を進んだ。視聴者は大いに沸き、その後Johnはその録画映像を投稿した。すると、思いもかけず世界中から写真家が参加、その後、障害や寝たきりで外出がままならない人々へのボランティアサービス「Virtual Photo Walks」が確立された（出典：Otawa Citizen　2012/3/8 by Misty Harris　"Virtual photo walk opens up worlds   Canadian's ingenuity enables disabled to take photographs around the globe" )。この反響にGoogleがVirtual Photo Walksのビデオを作成、また、出始めのソーシャルメディアが社会貢献する良い実例として、2011年ごろからアメリカNBC放送を始めとして、世界中のメディアがこぞって取り上げた。2013年には、「エミー賞（NATAS Mid-America）」コミュニティーサービス部門の候補にもなった。このとき、Google+ のフォロワー数は 6,160,700 人を記録した。

## 最愛の母の死と不遇
メディアで衆知されるとともに、世界中からありとあらゆるひやかし、ハッキング、オファーが押し寄せた。その多くはJohnのメディアによる知名度を利用して自分を売り込もうとするような二流、三流の輩であり、本気で障害者や寝たきりの人のためになにかやろうという人は数少なく、いたとしても自分の利益にならないことが分かるとすぐ消え去った。これについてJohnは後に「自分はカナダの自然の中で育ち、人を疑うようなことはほとんどしなかった」ため、余りにも世間知らずだったことを認め、同時に「世の中には信じられないほど倫理観の低い人間がいる」ことを学んだ、と言った（これが現在、Johnがどんなに忙しくても、新しい参加者希望者一人一人すべてに面接をして本人を知る、というスタンスの理由となっている）。時に最愛の母が認知症となり、夜なかにたびたび起こされるほど介護も厳しかった状況にあり、JohnはTEDから出演依頼がきたにもかかわらず、リハーサルを無くすなどの条件をつけ、それが受け入れられなかったので断った。また、人々の注目が潮目を迎えると、Virtual Photo Walks への支援を約束した人間や会社が踵を返すように去っていった。母親が亡くなったころ、約束した支援が反故にされたため、カナダの冬を二回もヒーターなしで暖炉に薪をくべて過ごす羽目になり、さらに2016年8月には、長年住んだ思い出の家を手放さなければならなかった。しかし、キャンピングカーに住み移りながらも Virtual Photo Walks の放映はやめなかった（この時の様子を詳しく書いた陽気妃の作品『バーチャル・フォト・ウォーク　ジャパン　－闘病者を孤独から救う活動の展開』は、第5回潮アジア太平洋ノンフィクション賞の最終選考作《出典：月刊誌「潮」2018年2月号 P108》に選ばれた。この選評のなかで、ノンフィクション作家の後藤正治は感想をこのように述べている。「バーチャル・フォト・ウォーク　ジャパンはスマホ時代の新しい試みの一つを描いている。寝たきりの人に個の私的な画像を届け、交流をはかる。いま、そのような伝達も可能な時代を迎えている。新鮮なレポートとして読んだ。」《出典：月刊誌「潮」2018年2月号 P110》）

## Virtual Photo Walks Japan の開始

### 陽気妃との出会い
Johnは写真家として世界を駆け巡ってはいたものの、日本には飛行機の乗り継ぎで数時間過ごしたことがあるだけで特に日本人、日系人の友人がいるわけではなかった。2016年4月、アイルランドの翻訳会社からGoogleの日本語品質管理者職へのトライアルを受けた翻訳者・作家の陽気妃は、その最後にあった、ビデオに字幕を付けるテストで初めてVirtual Photo Walksを知った。そこでVirtual Photo Walks についてもっと知りたいと思い、FacebookでJohn Butterillを探し、メッセージを送った。しばらく待って何の返答もなかったので忘れかけていた6月、突然John本人からメッセージが来て、どのように Virtual Photo Walks を知ったのか問われ、事情を説明した。するとJohnはいきなりZoomでの会話をもちかけた。時差があるため、日本時間午前6時ごろの話であり、寝起きで顔も洗っていない陽気妃は一瞬戸惑ったが、このチャンスを逃がせば二度と話すことはないかもしれないと考え、思い切ってイエスと返事をした（二人は後々、この決断がいかにお互いにとって幸運だったかを確認している）。そのとき在宅でライティングの仕事をしていた陽気妃は、自宅パソコンに長時間向かっていたため、Zoomを介したJohnとの対話に十分な時間が取ることができた。日本時間と北米東海岸サマータイム（EDT)とでは13時間時差があり、朝と夜、それぞれ3時間、一日6時間話し合うこともあった。そのなかで、特に急速に高齢化する日本社会にあって、Virtual Photo Walks を必要とする人は少なからず存在する、と意見が一致。2016年8月、JohnがFacebookとGoogle+にVirtual Photo Walks Japanのページを作成することにより、Virtual Photo Walks Japan が開始された。

### Zoomtopia2019 イノベーションアワード受賞
2019年10月15日、アメリカ　カリフォルニア州サンノゼで開かれた　Zoom社主催のZoomtopia2019にて、作成したビデオ「彩音ちゃんの世界旅行（英名：Ayane Discovering the World）」が最優秀賞を獲得した。このビデオには、カナダにいるJohnが日本にいる瞬きしかできない辻井彩音に瞬きでコミュニケーションをとるシーンが含まれており、本来なら知り合うこともなかったこの二人が友情を育めたことがZoomの革新的な使い方だと、Zoomのブログ作家John Mongomeryが評価している。

### 特定非営利活動法人バーチャルフォトウォーク設立
2021年5月13日　バーチャルフォトウォークジャパンは「特定非営利活動法人バーチャルフォトウォーク」を設立、ジョン・バテリルは永堀典子とともに共同代表理事に就任した。年間約1,500回のイベントのホストを務める。日本人ばかりの会議にも最後まで出席しているので、外部参加者からは「バテリル代表理事は日本語が分かるのでは」とまで言われた。実際は日本語は分からないが、参加している人たちの表情を見て心情を見極めている。

### バーチャルフォトウォーク、特例認定格を取得
2023年8月7日　バーチャルフォトウォークは特例認定格を取得。「特例認定特定非営利活動法人バーチャルフォトウォーク」となった。　それについて、その後すぐの理事会で、「全国のNPOのうち2%の認定格を取得できたのは大変光栄だが、責任もまた重い。」と述べた。

## エピソード

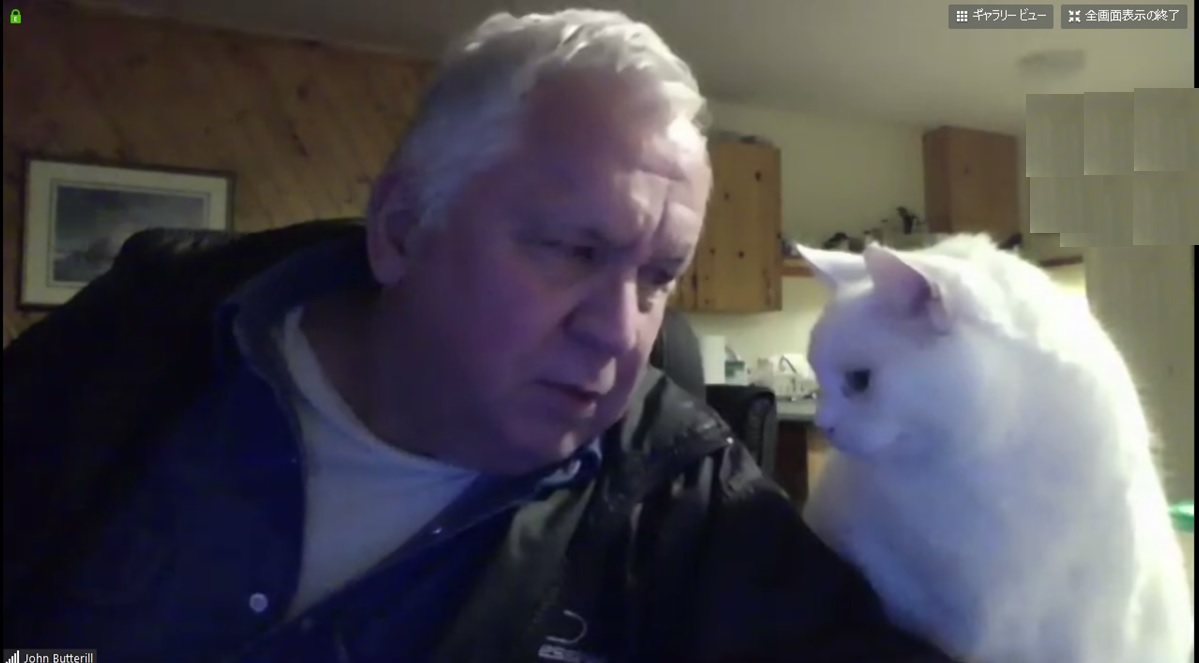
見つめ合うジョンとキャスパー

白くて大きいオス猫「キャスパー」を大切に飼っている。